# Nadje Noordhuis
Nadje Noordhuis (circa 1980) is een Australische jazztrompettiste, bugeliste en componiste.

## Biografie
Noordhuis werkt vanaf het begin van de 21ste eeuw in de jazzscene van New York. Ze maakte haar eerste opnames rond 2004, in de bigband van Sherisse Rogers (Sleight of Hand). In de jaren erna speelde ze o.a. met Ann Hampton Callaway (Blues in the Night), met Sherrie Maricle en het Diva Jazz Orchestra, Darcy James Argue's Secret Society en Awakening Orchestra. In 2010 kwam ze met haar debuutalbum, een plaat eigen composities waaraan Geoff Keezer, Joe Martin en Obed Calvaire meewerkten. Met vibrafonist/percussionist James Shipp nam ze het duoalbum Indigo op, met pianist Luke Howard maakte ze het album Ten Sails (Lukktone, 2015). In de jazz was ze tussen 2004 en 2015 betrokken bij 16 opnamesessies, o.m. met Andy Sugg, Rudy Royston, Amy Cervini, Lisa Parrott, Oded Lev-Ari en Sari Kessler.